# Camp Pendleton South
Camp Pendleton South é uma Região censo-designada localizada no estado americano da Califórnia, no Condado de San Diego.

## Demografia
Segundo o censo americano de 2000, a sua população era de 8854 habitantes.

## Geografia
De acordo com o United States Census Bureau tem uma área de 10,1 km², dos quais 9,9 km² cobertos por terra e 0,2 km² cobertos por água.

## Localidades na vizinhança
O diagrama seguinte representa as localidades num raio de 24 km ao redor de Camp Pendleton South.